# Ефект Вігнера
Ефект Вігнера — явище накопичення енергії дефектами кристалічної ґратки в матеріалах, опромінених при низьких температурах. Ця енергія може вивільнюватися при відпалі, створюючи позитивний зворотний зв'язок, що може проявитися в подальшому різкому підвищенні температури. Ефект завдячує своєю назвою угорсько-американському фізику Юджину Вігнеру.
При опроміненні високоенергетичними частинками в матеріалах виникають пошкодження, пов'язані з вибиванням атомів з вузлів ґратки. Найпростішими дефектами є міжвузлові атоми та вакансії. Зміщений із вузла кристалічної ґратки міжвузловий атом має більшу енергію, ніж в початковому положенні. Якщо опромінення відбувається при низькій температурі, рухливість міжвузлових атомів та вакансій мала, тому рекомбінація цих первинних радіаційних дефектів не відбувається, або відбувається повільно.
При відпалі опроміненого зразка, що проводиться при високій температурі, дифузія первинних радіаційних дефектів прискорюється, і внаслідок цього вони рекомбінують з більшою імовірністю. Кожен акт рекомбінації призводить до вивільнення енергії і передачі її коливанням атомів кристалічної ґратки, тобто до зростання температури.
Ефект Вігнера називають однією з причин пожежі на атомному реакторі у Віндскейлі, Англія, 1957 року. Його роль у Чорнобильській катастрофі не могла бути значною, оскільки РБМК працює при температурах вищих, ніж температура відпалу радіаційних дефектів у графіті.

## Виноски
1. ↑  Wigner, E. P. (1946). Theoretical Physics in the Metallurgical Laboratory of Chicago. Journal of Applied Physics. 17 (11): 857. Bibcode:1946JAP....17..857W. doi:10.1063/1.1707653.